# Campeonato Sul-Mato-Grossense Série B 2014
In 2014 werd het vijftiende Campeonato Sul-Mato-Grossense Série B gespeeld voor voetbalclubs uit de Braziliaanse staat Mato Grosso do Sul. De competitie werd georganiseerd door de FFMS en werd gespeeld van 19 september tot 7 december. Chapadão werd de kampioen.

## Eerste fase

### Groep A
| Plaats | Club      | Wed. | W | G | V | Saldo | Ptn. |
| ------ | --------- | ---- | - | - | - | ----- | ---- |
| 1.     | Chapadão  | 6    | 4 | 2 | 0 | 12:1  | 14   |
| 2.     | Guaicurus | 6    | 3 | 1 | 2 | 8:4   | 10   |
| 3.     | Coxim     | 6    | 2 | 2 | 2 | 8:6   | 8    |
| 4.     | Camapuã   | 6    | 0 | 1 | 5 | 2:19  | 1    |

|  | Geplaatst voor tweede fase |

### Groep B
| Plaats | Club         | Wed. | W | G | V | Saldo | Ptn. |
| ------ | ------------ | ---- | - | - | - | ----- | ---- |
| 1.     | Corumbaense  | 4    | 3 | 0 | 1 | 12:2  | 9    |
| 2.     | Operário     | 4    | 2 | 0 | 2 | 7:5   | 6    |
| 3.     | Campo Grande | 4    | 1 | 0 | 3 | 1:13  | 3    |

|  | Geplaatst voor tweede fase |

## Tweede fase
|  | halve finale | halve finale | halve finale | halve finale |  |             | finale | finale | finale | finale |
|  |              |              |              |              |  |             |        |        |        |        |
|  |              |              |              |              |  |             |        |        |        |        |
|  | Guaicurus    | 1            | 0            | 1            |  |             |        |        |        |        |
|  | Corumbaense  | 2            | 1            | 3            |  |             |        |        |        |        |
|  |              |              |              |              |  | Corumbaense | 0      | 2      | 2      |        |
|  |              |              |              |              |  | Chapadão    | 1      | 2      | 3      |        |
|  | Operário     | 0            | 0            | 0            |  |             |        |        |        |        |
|  | Chapadão     | 0            | 1            | 1            |  |             |        |        |        |        |

### Kampioen
| Campeonato Sul-Mato-Grossense de 2014 - Série B |
| Mato Grosso do Sul                              |
| ----------------------------------------------- |
| CHAPADÃO Kampioen (2° titel)                    |